# Glaucosaurus
Glaucosaurus — вимерлий рід малих едафозавридів ранньої пермі. Типовий вид, G. megalops, був названий у 1915 році.
Глаукозавр відомий лише за його голотипом, частковим черепом і щелепою. Майже всі шви стерті. Тим не менш, існує загальна згода, що Glaucosaurus є не тільки едафозавридом, але й близьким родичем едафозавра.
Усі відомі сфенакодонти є м'ясоїдними, за винятком деяких терапсидів. Glaucosaurus явно не терапсид, напр. тому що слізна кістка досягає носа, перегородка верхньої щелепи велика, немає різців і т. д. І це так само явно не м'ясоїдна тварина, оскільки у нього відсутні ріжучі краї на зубах або зуби, схожі на ікла. Отже, дуже ймовірно, що це едафозавр. Якщо припустити, що це так, то він дуже близький до Edaphosaurus, тому що тільки у Glaucosaurus і Edaphosaurus повністю відсутні ікла, відсутній поперечний фланець крилоподібної кістки та є префронтальний відділ із вентральним (низхідним) відростком, який розширений до середини черепа, утворюючи передній корпус для очного яблука. Однак Glaucosaurus відрізняється від будь-якого з відомих видів Edaphosaurus тим, що має неймовірно довгу верхню щелепу та настільки ж надзвичайну довжину префронтального вентрального відростка.